# George Zebrowski
Œuvres principales
- Brute orbits (1999)

George Zebrowski, né le 28 décembre 1945 à Villach (Autriche) et mort le 20 décembre 2024, est un écrivain et éditeur américain de science-fiction, d'origine autrichienne. Il écrit et édite beaucoup de livres. Il vit avec l'écrivain Pamela Sargent, avec laquelle il coécrit un certain nombre de nouvelles, en incluant les nouvelles de Star Trek.
George Zebrowski gagne le prix John-Wood-Campbell Memorial 1999 pour sa nouvelle Brute Orbits. Trois de ses courtes histoires Heathen God (publiée en 1983 en France sous le titre Le Dieu des païens), The Eichmann Variations, et Wound the Wind, ont été nommées pour le prix Nebula de la meilleure nouvelle courte, et The Idea Trap a été nommé pour le prix Theodore-Sturgeon.